# Central Lyman (Dakota del Sur)
Central Lyman es un territorio no organizado ubicado en el condado de Lyman en el estado estadounidense de Dakota del Sur. En el Censo de 2010 tenía una población de 105 habitantes y una densidad poblacional de 0,21 personas por km².

## Geografía
Central Lyman se encuentra ubicado en las coordenadas 43°51′59″N 99°51′17″O / 43.86639, -99.85472. Según la Oficina del Censo de los Estados Unidos, Central Lyman tiene una superficie total de 489.61 km², de la cual 487.06 km² corresponden a tierra firme y (0.52%) 2.56 km² es agua.

## Demografía
Según el censo de 2010, había 105 personas residiendo en Central Lyman. La densidad de población era de 0,21 hab./km². De los 105 habitantes, Central Lyman estaba compuesto por el 99.05% blancos, el 0% eran afroamericanos, el 0% eran amerindios, el 0% eran asiáticos, el 0% eran isleños del Pacífico, el 0% eran de otras razas y el 0.95% pertenecían a dos o más razas. Del total de la población el 0% eran hispanos o latinos de cualquier raza.